# Bank of the West Classic 2008
Il Bank of the West Classic 2008 è stato un torneo di tennis giocato sul cemento.  
È la 38ª edizione del Bank of the West Classic, che fa parte della categoria Tier II  nell'ambito del WTA Tour 2008. 
Si è giocato al Taube Tennis Center di Stanford in California dal 14 al 20 luglio 2008.

## Vincitori

### Singolare
Aleksandra Wozniak ha battuto in finale  Marion Bartoli, 7–5, 6–3.

### Doppio
Cara Black /  Liezel Huber hanno battuto in finale  Elena Vesnina /  Vera Zvonarëva, 6–4, 6–3.